# 백제중학교
백제중학교(百濟中學校)는 대한민국 충청남도 부여군 규암면 반산리에 있는 사립 중학교이다.

## 학교 연혁
- 1955년 3월 23일 : 재단법인 성청학원 설립 인가
- 1956년 4월 15일 : 제1회 입학식
- 1957년 3월 7일 : 학교법인 백제학원으로 개칭 인가
- 1957년 3월 21일 : 백제중학교 학교 인가
- 1966년 6월 30일 : 본관 건물 준공
- 1992년 12월 17일 : 후동 10교실 개축
- 1993년 11월 25일 : 조남욱 이사장 취임
- 2012년 4월 3일 : 다목적 강당 겸 체육관 준공식
- 2019년 3월 4일 : 신입생 입학식(86명)
- 2019년 8월 25일 : 학교도서관 환경개선 사업 완료
- 2019년 9월 1일 : 제9대 이존석 교장 취임
- 2019년 12월 22일 : 기술·가정과 실습실 현대화 사업 완료
- 2023년 1월 3일 : 제65회 졸업식(졸업생수 총 11,734명)
- 2023년 3월 2일 : 신입생 입학(91명)

## 참고 자료
- 백제중학교 - 한국교육학술정보원 학교알리미